# Drusilla (djur)
För andra betydelser, se Drusilla (olika betydelser).
Drusilla är ett släkte av skalbaggar som beskrevs av George Samouelle 1819. Drusilla ingår i familjen kortvingar.
Kladogram enligt Catalogue of Life och Dyntaxa:
| Drusilla | \| \| Drusilla canaliculata \| \| \| \| \| \| Drusilla cavicollis \| \| \| \| |
|          | \| \| Drusilla canaliculata \| \| \| \| \| \| Drusilla cavicollis \| \| \| \| |
|          | Drusilla canaliculata                                                         |
|          |                                                                               |
|          | Drusilla cavicollis                                                           |
|          |                                                                               |